# King Bee Studios
King Bee Studios ou King-Bee Films Corporation est une société de production cinématographique américaine créée en 1917 destinée à produire les comédies burlesques de l'acteur Billy West.

## Historique
Dirigée par Louis Burstein, cette compagnie a une existence éphémère et produit les films de Billy West, imitateur de Charlie Chaplin.
Ces courtes comédies burlesques sont réalisées par Arvid E. Gillstrom puis Charley Chase. Oliver Hardy est le partenaire de Billy West dans tous ces films, avec la participation de Leo White, Ethelyn Gibson ou Leatrice Joy.
La compagnie disparaît en 1918.

## Films produits par la King Bee Studios
- 1917 : Back Stage d'Arvid E. Gillstrom (CM)
- 1917 : The Hero d'Arvid E. Gillstrom (CM)
- 1917 : Dough Nuts d'Arvid E. Gillstrom (CM)
- 1917 : Cupid's Rival d'Arvid E. Gillstrom (CM)
- 1917 : The Villain d'Arvid E. Gillstrom (CM)
- 1917 : The Millionaire d'Arvid E. Gillstrom (CM)
- 1917 : The Goat d'Arvid E. Gillstrom (CM)
- 1917 : The Fly Cop d'Arvid E. Gillstrom (CM)
- 1917 : The Chief Cook d'Arvid E. Gillstrom (CM)
- 1917 : The Candy Kid d'Arvid E. Gillstrom (CM)
- 1917 : The Hobo d'Arvid E. Gillstrom (CM)
- 1917 : The Pest d'Arvid E. Gillstrom (CM)
- 1917 : The Band Master d'Arvid E. Gillstrom (CM)
- 1917 : The Slave d'Arvid E. Gillstrom (CM)
- 1918 : The Stranger d'Arvid E. Gillstrom (CM)
- 1918 : The Rogue d'Arvid E. Gillstrom
- 1918 : Bright and Early de Charley Chase (CM)
- 1918 : His Day Out d'Arvid E. Gillstrom (CM)
- 1918 : The Orderly d'Arvid E. Gillstrom (CM)
- 1918 : The Scholar d'Arvid E. Gillstrom (CM)
- 1918 : The Messenger d'Arvid E. Gillstrom (CM)
- 1918 : The Handy Man de Charley Chase (CM)
- 1918 : The Straight and Narrow (en) de Charley Chase (CM)
- 1918 : Playmates de Charley Chase (CM)
- 1918 : Beauties in Distress (en) de Charley Chase (CM)